# CETME Modèle B/C
Le fusil d'assaut espagnol CETME Modelo B peut être considéré comme le modèle de présérie du HK G3. Il fut adopté en 1958 par les forces armées espagnoles et céda sa place à une version améliorée dite Modèle C. Ce dernier fut remplacé en 1986 par le CETME L/LC.

## Présentation

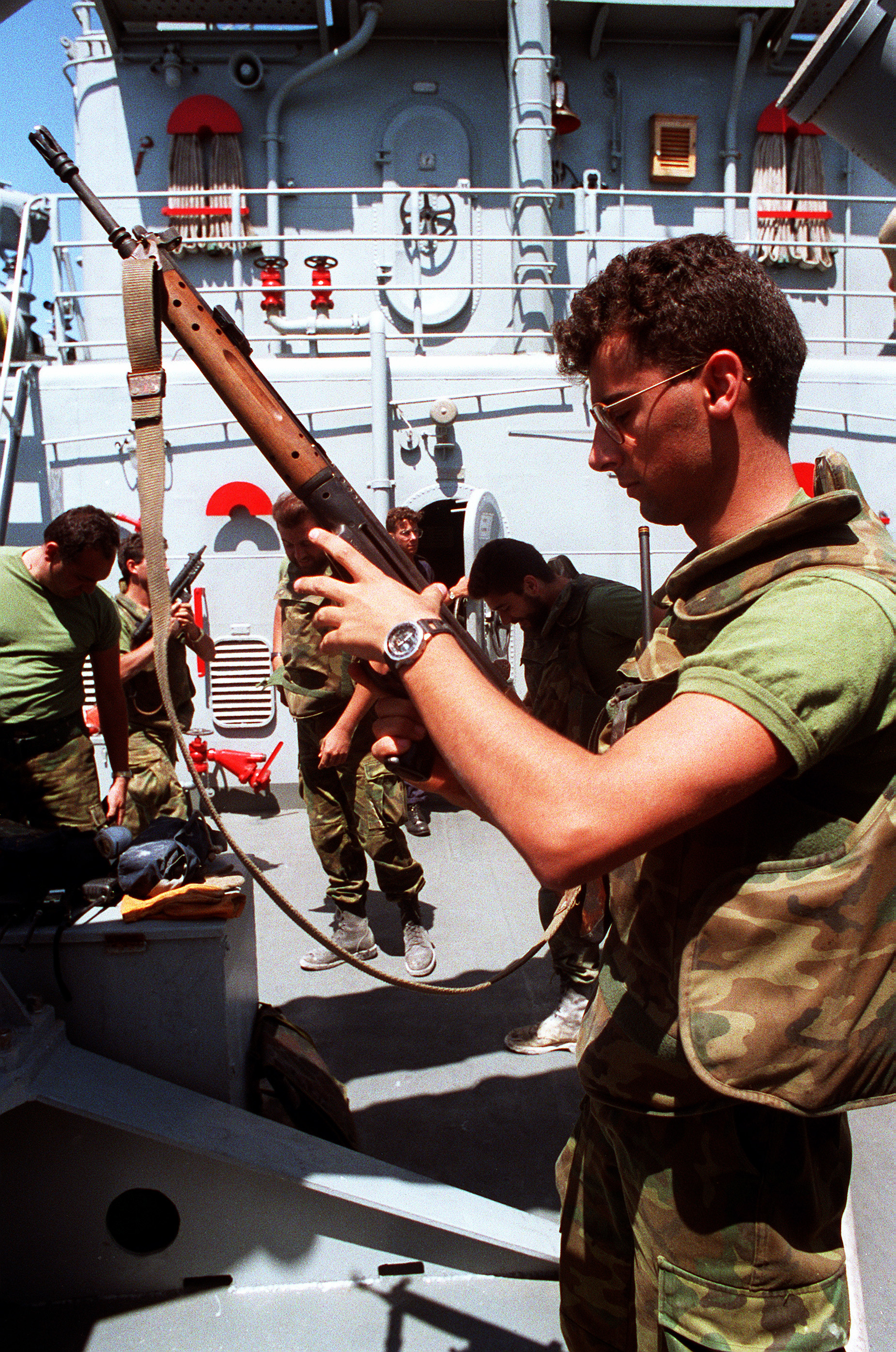
Fusilier marin espagnol armé d'un CETME Modelo C durant la guerre du Golfe de 1991.

Dérivé du Sturmgewehr 45, il fut mis au point par un ingénieur allemand, Ludwig Vorgrimler, ayant travaillé chez Mauser. Précédé par le prototype Modèle A, le Modèle B ou 1958 fonctionne par recul retardé et verrouillage par galets, tir semi-automatique, tir automatique. Il a une crosse en bois, une poignée pistolet en plastique à haute résistance, un garde-main métallique perforé et une hausse réglable à planchette. Le guidon à lame est abrité par un tunnel. Le chargeur est légèrement cintré. Il tire la 7,62 CETME (une 7,62 OTAN à charge réduite). Produit de 1964 à 1976, le Modèle C est chambré pour la 7,62 OTAN standard et diffère du précédent par son tenon de baïonnette un garde-main en bois, sa hausse à tambour (100-400 m) protégé par des oreilles triangulaire et une chambre cannelée améliorant l'éjection des étui. Il existe enfin une version semi-automatique réservée au marché civil portant le nom de CETME Sport.

## Diffusion
Sa fabrication par l'Empresa Nacional Santa Barbara dura environ 15 ans.  En plus de l'Espagne, quelques pays africains et latino-américains ont utilisé ces fusils : Congo-Brazzaville, République dominicaine, Guatemala, Mauritanie et Tchad. La Marine nationale a fourni à ses commandos marine des CETME B issus des livraisons au FLN interceptées pendant la Guerre d'Algérie. Ils sont ensuite remplacés par des HK G3. Des pays scandinaves, le Pakistan et le Portugal l'ont testé mais ont adopté son successeur ouest-allemand.

## Apparition dans la fiction
Ce fusil, pourtant peu vendu, est visible dans les films À coups de crosse, Universal Soldier et La Chute du faucon noir.
Dans le jeu vidéo Fallout 3, le fusil d'assaut est similaire au Cetme L.

## Sources & bibliographie francophones
Cette notice est issue de la lecture des revues spécialisées de langue française suivantes :
- Cibles (Fr)
- Gazette des armes (Fr)
- Action Guns (Fr)
- Raids (Fr)
- Assaut (Fr)
- Martin J. Dougherty, Armes à feu : encyclopédie visuelle, Elcy éditions, 304 p. (ISBN 9782753205215), p. 148-149.